# Václav Valhoda
Václav Valhoda (* 25. června 1959 Strakonice) je český politik a elektroprojektant, od června do října 2017 poslanec Poslanecké sněmovny PČR, v letech 2008 až 2016 zastupitel a radní Jihočeského kraje, od roku 2010 do 2018 starosta města Volyně na Strakonicku (předtím v letech 2006 až 2010 místostarosta města), člen ČSSD.

## Život
Vystudoval Střední průmyslovou školu strojní a elektrotechnickou v Českých Budějovicích a později Fakultu elektrotechnickou Vysoké školy strojní a elektrotechnické v Plzni (získal titul Ing.). Od počátku 90. let 20. století soukromě podniká (projektování elektrických zařízení a nákup zboží za účelem jeho dalšího prodeje a prodej).
Angažuje se ve statutárních orgánech akciové společnosti Nemocnice Strakonice (v letech 2009 až 2012 jako člen dozorčí rady, v letech 2012 až 2016 jako předseda dozorčí rady a od roku 2017 jako místopředseda dozorčí rady). V letech 2012 až 2016 byl navíc předsedou dozorčí rady akciové společnosti Jihočeský vědeckotechnický park. Působí také jako zástupce města Volyně ve Svazu měst a obcí ČR.
Václav Valhoda žije ve městě Volyně na Strakonicku.

## Politické působení
V komunálních volbách v roce 1994 kandidoval jako nezávislý na kandidátce subjektu "Sdružení SDL, LB, NK" do Zastupitelstva města Volyně, ale neuspěl. Následně začal podporovat ČSSD a jako nestraník za tuto stranu se stal ve volbách v letech 1998 a 2002 zastupitelem města, když v obou letech vedl místní kandidátku ČSSD. Mandát obhájil také ve volbách v roce 2006, a to již jako člen ČSSD. Na začátku listopadu 2006 se stal neuvolněným místostarostou města. Po volbách v roce 2010 byl zvolen starostou města. Funkce zastupitele a starosty města obhájil i ve volbách v roce 2014.
V krajských volbách v roce 2008 byl za ČSSD zvolen zastupitelem Jihočeského kraje. Zároveň se stal neuvolněným členem rady kraje a do roku 2012 byl též členem výboru Regionální rady Regionálního operačního programu Jihozápad. Ve volbách v roce 2012 obhájil mandát krajského zastupitele a zůstal i neuvolněným radním. Ve volbách v roce 2016 se mu však funkci krajského zastupitele obhájit nepodařilo.
Ve volbách do Poslanecké sněmovny PČR v roce 2013 kandidoval za ČSSD v Jihočeském kraji, ale neuspěl. Skončil jako třetí náhradník. Postupně však na mandát rezignovali Jiří Zimola a Vítězslav Jandák, navíc Karel Kratochvíle mandát nepřijal (v mezidobí byl zvolen senátorem). Valhoda se tak dne 9. června 2017 stal poslancem Poslanecké sněmovny PČR.
Ve volbách do Poslanecké sněmovny PČR v roce 2017 již nekandidoval.
Po odchodu Jiřího Zimoly ze strany se stal v únoru 2020 krajským předsedou ČSSD.